# Torneo di Wimbledon 2018 - Qualificazioni doppio femminile
Le qualificazioni del doppio femminile del Torneo di Wimbledon 2018 sono state un torneo di tennis preliminare per accedere alla fase finale della manifestazione. Le vincitrici dell'ultimo turno sono entrate di diritto nel tabellone principale. In caso di ritiro di una o più giocatrici aventi diritto a queste sono subentrate i lucky loser, ossia le giocatrici che hanno perso nell'ultimo turno ma che avevano una classifica più alta rispetto alle altre partecipanti che avevano comunque perso nel turno finale.

## Teste di serie
1. Nicola Geuer /  Viktorija Golubic (ultimo turno, lucky loser)
2. Desirae Krawczyk /  Ellen Perez (primo turno)
3. Cornelia Lister /  Sabrina Santamaria (primo turno)
4. Georgina García Pérez /  Fanny Stollár (ultimo turno, lucky loser)

1. Ysaline Bonaventure /  Bibiane Schoofs (qualificate)
2. Priscilla Hon /  Arantxa Rus (primo turno)
3. Arina Rodionova /  Maryna Zanevs'ka (qualificate)
4. Valeria Savinykh /  Yana Sizikova (primo turno)

## Qualificate
1. Ysaline Bonaventure /  Bibiane Schoofs
2. Alexa Guarachi /  Erin Routliffe

1. Han Xinyun /  Luksika Kumkhum
2. Arina Rodionova /  Maryna Zanevs'ka

### Lucky loser
1. Nicola Geuer /  Viktorija Golubic
2. Georgina García Pérez /  Fanny Stollár

1. Anna Blinkova /  Markéta Vondroušová

## Tabellone qualificazioni

### Legenda
| - Q = Qualificato - WC = Wild card - LL = Lucky loser | - ALT = Alternate - SE = Special Exempt - PR = Protected Ranking | - w/o = Walkover - r = Ritirato - d = Squalificato |

### Sezione 1
|  | Primo turno | Primo turno                         | Primo turno                         | Primo turno | Primo turno |  |  | Ultimo turno | Ultimo turno                        | Ultimo turno                        | Ultimo turno | Ultimo turno |  |
|  |             |                                     |                                     |             |             |  |  |              |                                     |                                     |              |              |  |
|  | 1           | Nicola Geuer Viktorija Golubic      | 6                                   | 4           | 12          |  |  |              |                                     |                                     |              |              |  |
|  | PR          | Natela Dzalamidze Galina Voskoboeva | 3                                   | 6           | 10          |  |  | 1            | Nicola Geuer Viktorija Golubic      | Nicola Geuer Viktorija Golubic      | 4            | 0            |  |
|  | WC          | Eugenie Bouchard Caroline Dolehide  | Eugenie Bouchard Caroline Dolehide  | 5           | 2           |  |  | 5            | Ysaline Bonaventure Bibiane Schoofs | Ysaline Bonaventure Bibiane Schoofs | 6            | 6            |  |
|  | 5           | Ysaline Bonaventure Bibiane Schoofs | Ysaline Bonaventure Bibiane Schoofs | 7           | 6           |  |  |              |                                     |                                     |              |              |  |

### Sezione 2
|  | Primo turno | Primo turno                      | Primo turno                   | Primo turno | Primo turno |  |  | Ultimo turno | Ultimo turno                     | Ultimo turno                     | Ultimo turno | Ultimo turno |  |
|  |             |                                  |                               |             |             |  |  |              |                                  |                                  |              |              |  |
|  | 2           | Desirae Krawczyk Ellen Perez     | 6                             | 65          | 6           |  |  |              |                                  |                                  |              |              |  |
|  |             | Anna Kalinskaya Viktória Kužmová | 4                             | 7           | 8           |  |  |              | Anna Kalinskaya Viktória Kužmová | Anna Kalinskaya Viktória Kužmová | 4            | 4            |  |
|  |             | Alexa Guarachi Erin Routliffe    | Alexa Guarachi Erin Routliffe | 6           | 7           |  |  |              | Alexa Guarachi Erin Routliffe    | Alexa Guarachi Erin Routliffe    | 6            | 6            |  |
|  | 6           | Priscilla Hon Arantxa Rus        | Priscilla Hon Arantxa Rus     | 3           | 5           |  |  |              |                                  |                                  |              |              |  |

### Sezione 3
|  | Primo turno | Primo turno                        | Primo turno                    | Primo turno | Primo turno |  |  | Ultimo turno | Ultimo turno                      | Ultimo turno | Ultimo turno | Ultimo turno |  |
|  |             |                                    |                                |             |             |  |  |              |                                   |              |              |              |  |
|  | 3           | Cornelia Lister Sabrina Santamaria | 3                              | 6           | 3           |  |  |              |                                   |              |              |              |  |
|  |             | Anna Blinkova Markéta Vondroušová  | 6                              | 4           | 6           |  |  |              | Anna Blinkova Markéta Vondroušová | 6            | 6(1)         | 2            |  |
|  |             | Han Xinyun Luksika Kumkhum         | Han Xinyun Luksika Kumkhum     | 7           | 6           |  |  |              | Han Xinyun Luksika Kumkhum        | 4            | 7            | 6            |  |
|  | 8           | Valeria Savinykh Yana Sizikova     | Valeria Savinykh Yana Sizikova | 5           | 4           |  |  |              |                                   |              |              |              |  |

### Sezione 4
|  | Primo turno | Primo turno                         | Primo turno                         | Primo turno | Primo turno |  |  | Ultimo turno | Ultimo turno                        | Ultimo turno | Ultimo turno | Ultimo turno |  |
|  |             |                                     |                                     |             |             |  |  |              |                                     |              |              |              |  |
|  | 4           | Georgina García Pérez Fanny Stollár | Georgina García Pérez Fanny Stollár | 6           | 6           |  |  |              |                                     |              |              |              |  |
|  | WC          | Sarah Beth Grey Olivia Nicholls     | Sarah Beth Grey Olivia Nicholls     | 4           | 3           |  |  | 4            | Georgina García Pérez Fanny Stollár | 6            | 4            | 2            |  |
|  |             | Jamie Loeb Rebecca Peterson         | 6                                   | 64          | 3           |  |  | 7            | Arina Rodionova Maryna Zanevs'ka    | 2            | 6            | 6            |  |
|  | 7           | Arina Rodionova Maryna Zanevs'ka    | 2                                   | 7           | 6           |  |  |              |                                     |              |              |              |  |